# Britt Robertson
Brittany Leanna Robertson (Charlotte, 1990. április 18. –) amerikai színésznő. Pályafutása elején Brittany Robertson néven szerepelt, 2011-től a Britt Robertson nevet használja.
Fontosabb szerepei voltak a Holnapolisz (2015), a Közöttünk az űr (2017), az Egy kutya négy élete (2017) és a Még mindig hiszek (2020) című filmekben. Televíziós megjelenései közé tartozik a Derült égből család (2010–2011), a The Secret Circle (2011–2012), A búra alatt (2013–2014), a Girlboss (2017) és a For the People (2018–2019).

## Gyermekkora és családja
Az észak-karolinai Charlotte-ban született, Beverly és Ryan Robertson lányaként. A dél-karolinai Greenville-ben nőtt fel. Hét gyermek közül ő volt a legidősebb: anyai oldalról három, apai oldalról négy féltestvére van. 
14 évesen költözött Los Angelesbe, hogy televízió meghallgatásokon vegyen részt. Nagyanyja is elkísérte, majd két évvel később visszatért Karolinába, így Robertson 16 éves korától már önálló életet élt.

## Magánélete
A 2010-es években Dylan O’Brien párja volt. 2022 májusában jegyezték el egymást Paul Floyddal.

## Filmográfia

### Film
| Év   | Magyar cím                        | Eredeti cím                      | Szerep                 | Magyar hang     |
| ---- | --------------------------------- | -------------------------------- | ---------------------- | --------------- |
| 2003 | Szelleműzők klubja                | The Ghost Club                   | Carrie                 |                 |
| 2003 |                                   | One of Them                      | Elizabeth fiatalon     |                 |
| 2004 |                                   | The Last Summer                  | Beth                   |                 |
| 2006 | Bármicvó                          | Keeping Up with the Steins       | Ashley Grunwald        |                 |
| 2007 | Dan és a szerelem                 | Dan in Real Life                 | Cara Burns             | Kardos Eszter   |
| 2007 | A blökik bölcse                   | Frank                            | Anna York              | Nagy Katica     |
| 2008 | A gyilkos bennünk                 | From Within                      | Claire                 | Mánya Zsófia    |
| 2009 |                                   | The Alyson Stoner Project        | DJ B-Rob               |                 |
| 2009 |                                   | Mother and Child                 | Violet                 |                 |
| 2010 |                                   | Cherry                           | Beth                   |                 |
| 2010 |                                   | Triple Dog                       | Chapin Wright          |                 |
| 2011 | A családfa                        | The Family Tree                  | Kelly Burnett          | Molnár Ilona    |
| 2011 | Sikoly 4.                         | Scream 4                         | Marnie Cooper          | Talmács Márta   |
| 2011 |                                   | Video Girl                       | videólány              |                 |
| 2012 |                                   | The First Time                   | Aubrey Miller          |                 |
| 2013 | Elpuskázva                        | Delivery Man                     | Kristen                | Berkes Boglárka |
| 2013 |                                   | White Rabbit                     | Julie                  |                 |
| 2014 |                                   | Ask Me Anything                  | Katie Kampenfelt / Amy |                 |
| 2014 | Boldogság bármi áron              | Cake                             | Becky                  |                 |
| 2015 | Hosszú utazás                     | The Longest Ride                 | Sophia Danko           | Csuha Borbála   |
| 2015 | Holnapolisz                       | Tomorrowland                     | Casey Newton           | Kardos Eszter   |
| 2016 |                                   | Jack Goes Home                   | Cleo                   |                 |
| 2016 | Anyák napja                       | Mother's Day                     | Kristin                | Kardos Eszter   |
| 2016 |                                   | Mr. Church                       | Charlotte Brooks       |                 |
| 2017 | Egy kutya négy élete              | A Dog's Purpose                  | Hannah tizenévesen     | Kardos Eszter   |
| 2017 | Közöttünk az űr                   | The Space Between Us             | Tulsa                  | Kardos Eszter   |
| 2020 |                                   | Books of Blood                   | Jenna                  |                 |
| 2020 | Még mindig hiszek                 | I Still Believe                  | Melissa Henning        | Kardos Eszter   |
| 2021 | Egy falatnyi levegő               | A Mouthful of Air                | Rachel Davis           |                 |
| 2022 |                                   | About Fate                       | Carrie Hayes           |                 |
| 2023 | Molly Singer újra az iskolapadban | The Re-Education of Molly Singer | Molly Singer           |                 |
| 2024 | Uraim, színpadra!                 | The Merry Gentlemen              | Ashley                 | Kardos Eszter   |
| 2025 |                                   | The Letter                       | Julia Davids           |                 |

### Televízió
| Év        | Magyar cím                               | Eredeti cím                          | Szerep               | Megjegyzések                                              |
| --------- | ---------------------------------------- | ------------------------------------ | -------------------- | --------------------------------------------------------- |
| 2000      | Sheena, a dzsungel királynője            | Sheena                               | Sheena gyerekként    | 1 epizód                                                  |
| 2001      |                                          | Power Rangers Time Force             | Tammy                | 1 epizód                                                  |
| 2004      | Nyakunkon a ház                          | Growing Pains: Return of the Seavers | Michelle Seaver      | tévéfilm                                                  |
| 2004      |                                          | Tangled Up in Blue                   | Tula                 | tévéfilm                                                  |
| 2005–2006 |                                          | Freddie                              | Mandy                | 2 epizód                                                  |
| 2006      | Jesse Stone – Szükségtelen gyilkosság    | Jesse Stone: Night Passage           | Michelle Genest      | tévéfilm                                                  |
| 2006      |                                          | Women of a Certain Age               | Doria                | tévéfilm                                                  |
| 2007      | CSI: A helyszínelők                      | CSI: Crime Scene Investigation       | Amy Macalino         | 1 epizód                                                  |
| 2007      |                                          | The Winner                           | Vivica               | 1 epizód                                                  |
| 2008      | Esküdt ellenségek: Különleges ügyosztály | Law & Order: Special Victims Unit    | Tina Bernardi        | 1 epizód                                                  |
| 2008      | A tizedik kör                            | The Tenth Circle                     | Trixie Stone         | - tévéfilm - magyar hangja: - Laudon Andrea               |
| 2008      | Szvingerek                               | Swingtown                            | Samantha Saxton      | visszatérő szereplő (13 epizód)                           |
| 2009      | Esküdt ellenségek: Bűnös szándék         | Law & Order: Criminal Intent         | Kathy Devildis       | 1 epizód                                                  |
| 2009      | Három folyam                             | Three Rivers                         | Brenda Stark         | 1 epizód                                                  |
| 2010      | Avalon Gimi                              | Avalon High                          | Allie Pennington     | - tévéfilm - magyar hangja: - Kardos Eszter               |
| 2010–2011 | Derült égből család                      | Life Unexpected                      | Lux Cassidy          | főszereplő (1–2. évad)                                    |
| 2011–2012 |                                          | The Secret Circle                    | Cassie Blake         | főszereplő                                                |
| 2013–2014 | A búra alatt                             | Under the Dome                       | Angie McAlister      | - főszereplő (1–2. évad) - magyar hangja: - Csuha Borbála |
| 2016      | Alkalmi                                  | Casual                               | Fallon               | visszatérő szereplő (2. évad)                             |
| 2017      |                                          | Girlboss                             | Sophia Marlowe       | főszereplő (13 epizód)                                    |
| 2018      | Aranyhaj: A sorozat                      | Tangled: The Series                  | Vex (hangja)         | visszatérő szereplő (3 epizód)                            |
| 2018–2019 |                                          | For the People                       | Sandra Bell          | főszereplő (1–2. évad)                                    |
| 2020      | Kis tüzek mindenütt                      | Little Fires Everywhere              | Rachel               | minisorozat (1 epizód)                                    |
| 2020      |                                          | Kappa Kappa Die                      | Jodi                 | CW Seed Halloween különkiadás                             |
| 2021      | Végtelen égbolt                          | Big Sky                              | Cheyenne Kleinsasser | visszatérő szereplő                                       |
| 2022–2023 | Újoncok: FBI                             | The Rookie: Feds                     | Laura Stenson        | főszereplő magyar hangja Nemes Takách Kata                |
| 2022      | Az újonc                                 | The Rookie                           | Laura Stenson        | 2 epizód                                                  |

## Fordítás
- Ez a szócikk részben vagy egészben  a   Britt Robertson című angol Wikipédia-szócikk fordításán alapul.  Az eredeti cikk szerkesztőit annak laptörténete sorolja fel. Ez a jelzés csupán a megfogalmazás eredetét és a szerzői jogokat jelzi, nem szolgál a cikkben szereplő információk forrásmegjelöléseként.